# 헤르모크라테스

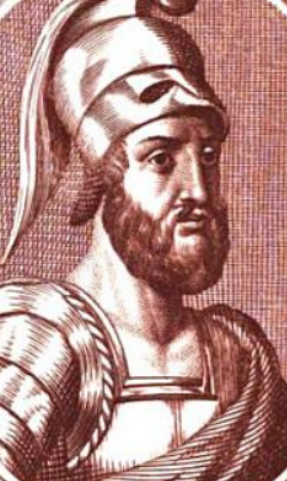

헤르모크라테스(고대 그리스어: Ἑρμοκράτης / Hermokrates, 기원전 450년 경 – 기원전 408년 / 407년)는 시켈리아섬의 도시 국가 시라쿠사이의 군인으로 펠로폰네소스 전쟁에서 반 아테네 진영에서 활약했다. 그는 또한 플라톤의 티마이오스와 크리티아스의 대화편에 나오는 등장 인물로 기억되고 있다.

## 생애
헤르모크라테스는 헤르메스의 자손을 칭하는 시라쿠사이의 명문 귀족 헤르몬의 아들로 태어났다. 젊은 시절부터 전쟁에 참가하여 군공을 세웠다고 말이 있지만, 기원전 424년 젤라 회담 이전에 대한 자세한 기록은 남아 있지 않다.

### 범 시켈리아 동맹 체결
기원전 425년 아테네의 동맹 도시 레온티노이와 시라쿠사이가 싸울 때 레온티노이의 요청에 의해 아테네는 에우리메돈과 소포클레스를 총지휘관으로 하는 원정 함대를 시켈리아에 파견하여 시켈리아의 도시에 아테네에 동맹을 호소했다.
기원전 424년, 헤르모크라테스는 시라쿠사이 외교관으로 〈젤라 회담〉에서 연설을 통해 시켈리아 평화를 실현함과 동시에 시켈리아 전역을 반 아테네 진영에 끌어들이는 데 성공했다. 아테네 함대가 도착했을 때, 시켈리아 어떤 국가도 협력하지 않았고, 결국 함대는 아무것도 하지 못하고 발길을 돌렸다.

### 니키아스 화약
기원전 421년, 아테네는 평화추진파였던 니키아스로 하여금 스파르타와 평화협정을 체결했지만, 코린트, 테바이의 문제와 주전파 알키비아데스의 획책으로, 불과 2년 만에 전쟁을 재개했다.

### 아테네의 시켈리아 원정과 국토방위
기원전 415년, 아테네는 시켈리아에서 아테네 동맹국인 에게스타(현 세제스타)와 레온티노이를 구하기 위해 알키비아데스, 니키아스, 라마코스 세 명을 총 지휘관으로 하는 대군을 시켈리아에 파견했다. 시켈리아에 아테네가 파병한다는 소문이 돌자 헤르모크라테스는 방위 체제의 확충을 호소했다. 아테네 군이 이탈리아 남단의 레기온(현재의 레조디칼라브리아)에 집결하자 헤르모크라테스는 시켈리아의 도시에 공동 투쟁을 호소했다. 아테네 군이 무력을 배경으로 시켈리아의 카타네(현 카타니아)를 거점으로 삼은 직후, 헤르메스 신의 돌기둥 동상 파괴 사건의 주모자 혐의를 받은 알키비아데스는 아테네 본국 송환 명령을 받고 스파르타로 망명했다. 가을이 되어 니키아스가 이끄는 아테네 군과 시라쿠사이 군은 시라쿠사이에서 가까운 올림페이온에서 첫 전투를 시작했고, 시라쿠사이 군은 패주했다. 헤르모크라테스가 시라쿠사이 군의 지휘 계통의 효율화를 연설에서 호소했는데, 헤라클레이데스, 시카노스 등과 함께 시라쿠사이의 최고 사령관으로 선정되어 전권을 맡게 되었다. 아테네 군이 멧세네(현 메시나)에서 겨울을 새는 동안 시라쿠사이 도시를 둘러싼 성벽을 건축하고 헤르모크라테스는 시켈리아 도시 카마리나에 가서 중립을 약속받았다.
기원전 414년, 니키아스는 시라쿠사이 근처에 아테네 함대를 비밀리에 집결시켜 단번에 시라쿠사이의 북쪽에 펼쳐진 에피폴라이의 테라스를 함락시켰다. 이어 시라쿠사이를 포위하는 벽을 쌓고 시라쿠사이를 항복 직전의 상태로 빠뜨렸다. 그 당시 스파르타로 망명한 알키비아데스의 제언에 따라 길리포스를 최고 사령관으로 하는 원군을 시켈리아에 파견했다. 길리포스는 히메라에 상륙하여 군대를 정돈하고 시라쿠사이 군과 함께 시라쿠사이를 포위하고 있던 아테네 군을 격파했고, 라마코스는 전사했다. 에피폴라이의 테라스는 시라쿠사이에 잡혀간 이후 펠로폰네소스 동맹 군 측이 되살아, 니키아스는 조국에 원군을 요청했다.
기원전 413년, 아테네는 아레이스테네스의 아들 데모스테네스를 총지휘관으로 하는 추가의 원정 함대를 시라쿠사이에 파견하여 시라쿠사이를 다시 포위했다. 그러나 대군 도착 후 첫 아테네 측에 의한 에피폴라이에 야습은 헤르모크라테스의 분투로 실패로 돌아갔고, 이후에도 서전에서 헤르모크라테스, 길리포스 측이 승리를 거뒀다. 아테네 진영은 월식(기원전 413년 8월 27일)으로 철수시기를 놓치고 함대가 전멸하는 등 치명적인 패배를 당했다. 포로가 된 니키아스, 데모스테네스 두 명은 헤르모크라테스와 길리포스의 구명 탄원에도 불구하고 민중파 디오크레스의 주장에 의해 처형당했다.

### 키지코스 전투와 몰락
기원전 412년, 헤르모크라테스는 스파르타와 동맹의 중요성을 호소하였고, 시라쿠사이의 함대를 이끌고 스파르타의 아스테에오코스의 지휘 하에 들어갔다. 이후 동부 에게해에서 아테네 측과 싸웠다. 그동안 함대장으로 뛰어난 수완을 보였던 디오크레스가 정치 실권을 잡았다.
기원전 411년, 키노스세마 해전에서 헤르모크라테스가 이끄는 시라쿠사이 함대는 스파르타 함대의 우익을 맡아 트라실로스의 아테네 좌익 전대와 대전했다. 헤르모크라테스가 이끄는 시라쿠사이 함대는 각 전국에서 활약했지만, 트라실부로스가 이끄는 아테네 우익 전대에, 민다로스 이끄는 스파르타 본대는 패배했다. 시라쿠사이 함대는 삼단노선 한 척을 잃었을 뿐이었다.
기원전 410년, 키지코스 해전에서 알키비아데스, 테라메네스와 트라실부로스가 이끄는 아테네 군에 스파르타 연합 함대는 괴멸적인 패배를 당했다. 그 때 헤르모크라테스는 전함을 불태우고 도주하여 시라쿠사이 군이 포로가 되는 않게 했다. 그러나 본국에서는 그 패주의 책임을 물었고, 기원전 409년 시라쿠사이 함대장의 해임과 추방을 선고받게 된다. 헤르모크라테스는 스파르타에 이어 아케메네스 왕조가 통치하는 페르시아 제국으로 망명하여 페르시아의 원조 하에 함대와 군대를 꾸렸다.

### 시켈리아 내전과 전사
기원전 409년, 기스코의 아들 한니발이 이끄는 카르타고 군이 시켈리아를 침공하여 셀리누스(현재 마리네라 디 셀리눈테) 히메라, 아크라가스(현 아그리젠토) 마을을 유린했다. 디오클레스는 시라쿠사이를 포함한 시켈리아 연합군을 지휘했지만 히메라를 되찾지 못하고 주민을 데리고 철수했다. 헤르모크라테스는 몸소 군대를 이끌고 멧사나에 도착하여 세리누스 마을을 재건하고 카르타고의 지배하에 떨어진 일부 지역의 해방에 성공한다.
기원전 408년, 히메라 땅으로 가서 거기서 습득한 시라쿠사이 사람의 유골을 본국으로 송환했다. 그 결과 디오클레스는 몰락했다. 기원전 408년에서 407년 사이의 겨울에 헤르모크라테스 3,000명의 군대를 이끌고 시라쿠사이에 입국을 강행하려고 했다. 그 때 헤르모크라테스 군의 대부분을 아르카디네에 두고 친구들과 시라쿠사이 마을에 들어가려고 했지만, 시라쿠사이 군과 충돌을 일어켜 전사했다. 이후 헤르모크라테스 사병을 묶어두는데 성공한 디오니시오스 1세는 헤르모크라테스 딸을 취하고, 카르타고와의 전쟁에 승리를 거두며 시라쿠사이의 참주로 시켈리아 전체의 지배자가 되었다. 디오니시오스 1세의 다른 아내 아리스토마케의 동생 디온은 플라톤이 기원전 388년 시라쿠사이를 방문했을 때에 플라톤의 제자가 된다.